# Talviks kyrka
Talviks kyrka är en kyrka från 1883 i Alta kommun. Kyrkan ligger i Talvik, vid Altafjorden och Europaväg 6. Kyrkan är en del av Talviks församling i Alta Kontrakt i Nord-Hålogalands stift.

## Historia
Den första kyrkan Altafjorden byggdes i slutet av 1600-talet. Kyrkan låg på ön Årøya som låg mitt i Altafjorden. Valet av platsen berodde på att det låg en gammal befästning på platsen. Materialet från befästningen kunde användas för att bygga kyrkan. Fortet byggdes under Kalmarkriget som skydd mot Sveriges framryckning i Finnmarken. Det gamla timmerhuset gavs till kyrkan och runt 1694 var kyrkan färdig för användning. Vid kyrkan låg även den första kyrkogården i Altafjorden. Årøya kyrka var knappt använd och folket ville flytta kyrkan till Talvik på fastlandet. Året efter godkände guvernören flytten. Årøya kyrka monterades ner och flyttades till Talvik. 1705 var kyrkan färdig för användning i Talvik. Kyrkan var korsformig och något större än kyrkan på Årøya. 1734 var kyrkan dessvärre så skadad efter dåligt underhåll att kyrkan gick ej att reparera. 
Den gamla kyrkan revs och man byggde en ny kyrka som stod färdig 1737. Den kyrkan hade 220 sittplatser och ytterligare 80 ståplatser. Denna kyrka betjänade Talvik i 147 år och under natten 16 januari 1882 rasade en så hård storm att kyrkan revs bort och lyftes bort från marken. 17 oktober 1883 var den nuvarande kyrkan klar, ritad av Jacob Wilhelm Nordan. Kyrkan hade plats för 410 sittplatser.